# Ramon Martí i Mirapeix
Ramon Martí i Mirapeix (Igualada, 1840-1921) va ser un periodista i polític català.
Pertanyia a una família d'idees carlines. Va cursar els seus estudis al Seminari de Vic. Posteriorment es va dedicar a la premsa i durant el Sexenni Revolucionari va ser col·laborador del diari carlista de Barcelona La Convicción que dirigia Lluís María de Llauder. Durant la febre groga que va assolar la capital catalana, Martí Mirapeix va sostenir gairebé tot el pes de l'esmentat diari. També va escriure articles per a altres periòdics.
L'any 1871 el director d'una de les principals entitats bancàries de Barcelona, que sabia que Martí Mirapeix era un dels compromisaris més influents, li oferí ser inclòs en la seva candidatura al senat com a conservador a canvi d'una gran suma de diners i càrrecs en el banc, però per lleialtat a la causa carlina es negà rotundament.
Després de l'esclat de la tercera guerra carlina, va ser delegat especial a les comarques d'Igualada i Vilafranca. Amb aquest càrrec exercia les facultats de governador i intendent, i a causa de la seva importància estava en contacte constant amb les forces carlines que operaven en aquestes comarques. Gaudia de la confiança de tots els caps i especialment del general Tristany.
Quan el 18 de juliol de 1873 els carlins van conquerir Igualada i van imposar a la ciutat una contribució de guerra de 100.000 duros, endunt-se 125 presoners com a ostatges, Ramon Martí va acudir personalment al campament de Don Alfons, germà del pretendent, qui comandava els exèrcits carlins de Catalunya, i va aconseguir que reduís a 10.000 duros la indemnització i que lliurés tots els presoners igualadins.

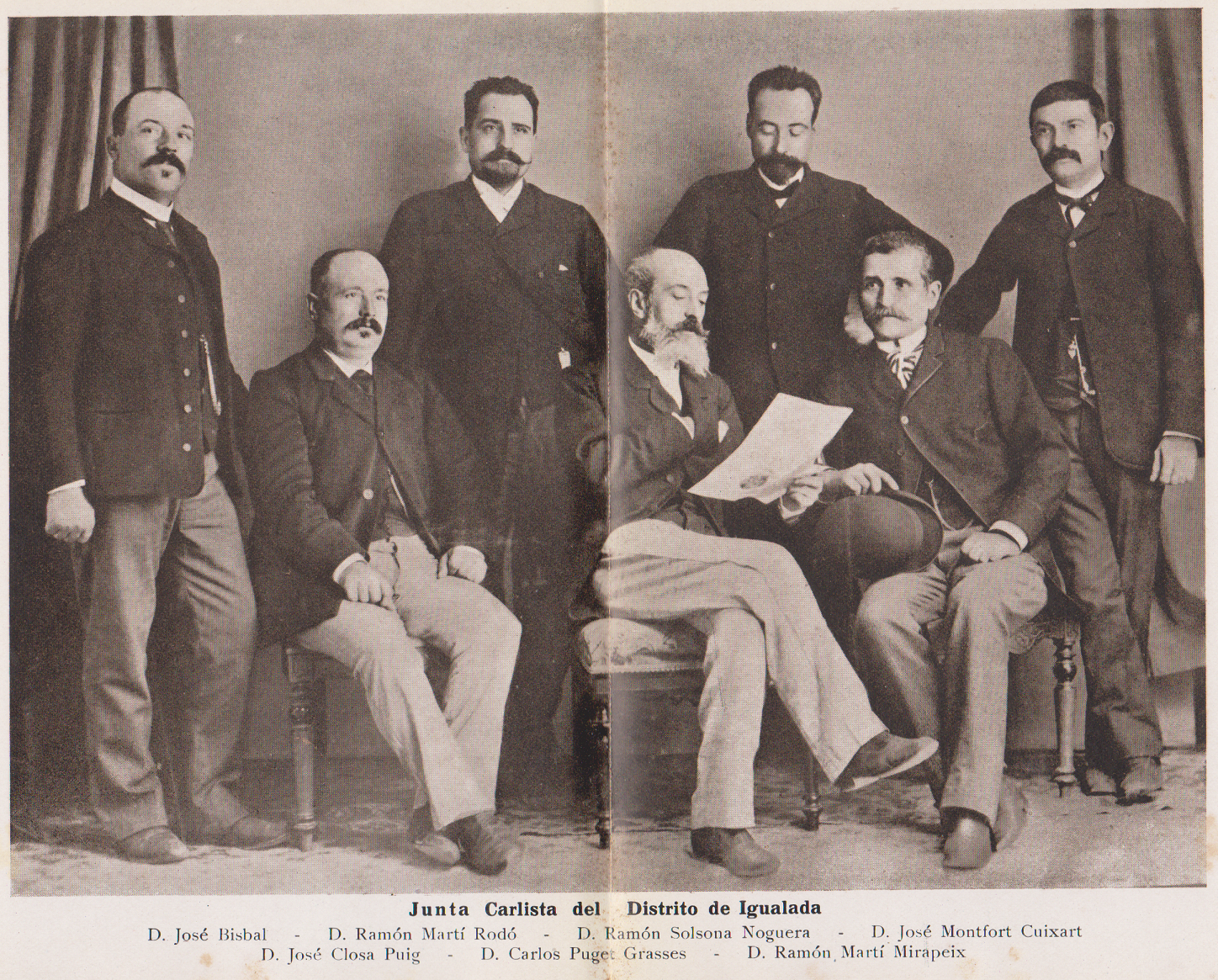
Junta Carlista d'Igualada

Després de la guerra va ser durant molts anys membre de la Junta Tradicionalista del districte d'Igualada sota la direcció de Carles Puget, al qual va succeir en el càrrec de president. A més de la seva actuació política, va ser jutge municipal interí, regidor en diverses ocasions i el 1899 va arribar a ser alcalde accidental. Tenia també una fàbrica de pastes alimentàries fundada el 1810, que s'especialitzava en pastes tallades i d'ou.
Preocupat per la situació dels humils, a l'Ateneu Igualadí de la Classe Obrera va dirigir classes de teoria i pràctica de teixits. Va morir el 2 de juny de 1921. Segons va escriure L'Eco d'Igualada, Ramón Martí i Mirapeix gaudia del respecte i la consideració fins i tot dels seus adversaris polítics. Fou pare d'Antoni, Amparo i Lluís Martí Cardona, i oncle de Ramon Solsona i Cardona.